# كوستا بتراتوس
كوستا بتراتوس (بالإنجليزية: Kosta Petratos)‏ هو لاعب كرة قدم أسترالي في مركز الهجوم، ولد في 1 مارس 1998 في سيدني في أستراليا. شارك مع منتخب أستراليا تحت 17 سنة لكرة القدم. أما مع النوادي، فقد لعب مع FFA Centre of Excellence ‏.

## وصلات خارجية
- كوستا بتراتوس على موقع قاعدة بيانات كرة القدم.إي يو (الإنجليزية)
- كوستا بتراتوس على موقع Soccerway.com (الإنجليزية)